# تپه میان‌بیشه
تپه میان بیشه مربوط به دوران پیش از تاریخ ایران باستان است و در شهرستان دورود، بخش مرکزی، روستای چغا بهرام واقع شده و این اثر در تاریخ ۲۴ اسفند ۱۳۸۳ با شمارهٔ ثبت ۱۱۷۱۷ به‌عنوان یکی از آثار ملی ایران به ثبت رسیده است.